# 內地 (大日本帝國)
内地（日语：〔〕／ Naichi */?）是日本戰前（大日本帝国）的法律術語，指日本本土，與外地相對。出生於內地者為大日本帝國國民，或稱「內地人」；反之，出生於外地者不一定為大日本帝國「國民」，而為「臣民」。內地使用的規定以法律形式發布，外地使用的規定以敕令發布；換言之，內地與外地所使用的法令及其效力，在當時並不盡相同。由於日本在戰後失去所有非本土之領地，已無內地外地的地域區隔，故「内地」在日本法律上的實際效力已經喪失。

## 背景
1895年甲午戰爭，大清戰敗，結果割讓台灣島及其附屬島嶼和澎湖給日本；1905年日俄戰爭，俄羅斯帝國戰敗，結果導致之後的日韓合併。在日本統治台灣的初期曾爆發了抗日運動，當時自台灣以降、乃至包含朝鮮半島在內的其他各日本海外屬地長官被授權可以因應當地情勢制定條例，然而各地制定的不同的法例又產生了和本土的國內法有衝突的問題。於是1918年（大正七年）帝國議會制定了《共通法》，以規範不同地域的身分與適用法律範圍等，「內地」的法律概念即出自於本法第一條。

## 定義
《共通法》大正12年法律第25號版第一條：「於本法所稱地域，是指內地、朝鮮、臺灣、关东州，又南洋群島；前項之內地，包含樺太。」
也就是說，朝鮮、台湾、關東州與南洋群島屬於「外地」；其餘則為「內地」，包含樺太在內。

## 外部連結
- （日語）：在近代數位化圖書館（日语：近代デジタルライブラリー）中搜尋「內地」的結果 （页面存档备份，存于）（4069筆）